# Пирсон (телесериал)
«Пирсон» (англ. Pearson) — американский драматический телесериал созданный Аароном Коршем и Дэниелом Аркином, спин-офф сериала «Форс-мажоры». Премьера сериала состоялась на канале USA Network 17 июля 2019 года.
1 ноября 2019 года канал USA Network закрыл телесериал после одного сезона.

## Сюжет
Сюжет сериала сосредотачивается на сильном и амбициозном адвокате Джессике Пирсон, недавно лишённой возможности продолжать практику в юридической фирме. После ухода с поста руководителя фирмы она принимает решение покинуть Нью-Йорк и отправиться вместе со своим бойфрендом Джеффом Малоуном в Чикаго, где ей придётся столкнуться с новым для себя миром, в котором необходимо приспосабливаться к низкой и грязной политике города.
Назначенная первым помощником и правой рукой мэра Бобби Новака, Джессика быстро втягивается в извращённый и опасный мир политических интриг, в котором каждое действие и решение непременно имеют далеко идущие последствия. Стремясь всегда побеждать, Джессика вынуждена искать способы примирить напористость и желание сделать всё правильно, так как эти две стороны её характера слишком часто противоречат друг другу.

## В ролях

### Основной состав
- Джина Торрес — Джессика Пирсон
- Бетани Джой Ленз — Кери Аллен
- Саймон Кассианидис — Ник Д'Амато
- Элай Гори — Деррик Мэйс
- Шантель Райли — Анджела Кук
- Морган Спектор — Мэр Бобби Новак
- Изабель Арраиса — Йоли Кастильо

## Обзор сезонов
| Сезон | Сезон | Эпизоды | Дата показа  | Дата показа      |
| Сезон | Сезон | Эпизоды | Премьера     | Финал            |
| ----- | ----- | ------- | ------------ | ---------------- |
|       | 1     | 10      | 17 июля 2019 | 18 сентября 2019 |

## Список эпизодов

### Сезон 1 (2019)
| № общий | № в сезоне | Название                                               | Режиссёр          | Автор сценария | Дата премьеры    | Произв. код | Зрители в США (млн) |
| --- | ---------- | ------------------------------------------------------ | ----------------- | -------------- | ---------------- | ----------- | ------------------- |
| 1 | 1          | «The Alderman» «Председатель»                          | Кевин Брэй        | Дэниэл Аркин   | 17 июля 2019     | 101         | 0,57                |
| Главная героиня Джессика прибывает в Чикаго, чтобы попытаться начать все сначала и вернуть себе статус высококвалифицированного адвоката после потери права на самостоятельную юридическую практику. Ее встречает совершенно непривычный ей мир подлости и грязи, где начнется абсолютно новая для героини борьба за собственные амбиции, положение и власть. |            |                                                        |                   |                |                  |             |                     |
| 2 | 2          | «The Superintendent» «Управляющий»                     | Сильвер Три       | Джамил Тернер  | 24 июля 2019     | 102         | 0,56                |
| Текущая репутация Джессики в средствах массовой информации ставит под сомнение возможность получения полицейского контракта. |            |                                                        |                   |                |                  |             |                     |
| 3 | 3          | «The Union Leader» «Профсоюзный лидер»                 | Стефан Шварц      | Сонай Хоффман  | 31 июля 2019     | 103         | 0,47                |
| Джессика сталкивается лицом к лицу с МакГаном. И мужчина абсолютно точно не в восторге от того, что Пирсон хватает наглости бросить вызов его статусу и влиянию. |            |                                                        |                   |                |                  |             |                     |
| 4 | 4          | «The Deputy Mayor» «Заместитель мэра»                  | Алексис Острэндер | Крис Дауни     | 7 августа 2019   | 104         | 0,55                |
| с Бобби, выведенным из игры, заместитель мэра выдвигает собственное предложение на повестку дня. Тем временем Джессика занята своим расследованием убийства в Северном Парке. |            |                                                        |                   |                |                  |             |                     |
| 5 | 5          | «The Former City Attorney» «Бывший городской прокурор» | Салли Ричардсон   | Лорен Херстик  | 14 августа 2019  | 105         | 0,47                |
| Прошлое Кери возвращается, чтобы преследовать ее. Йоли и Деррик же, в свою очередь, решают устроить для главного исполнительного директора ознакомительный тур по Чикаго. |            |                                                        |                   |                |                  |             |                     |
| 6 | 6          | «The Donor» «Донор»                                    | Неизвестно        | Неизвестно     | 21 августа 2019  | 106         | 0,53                |
| 7 | 7          | «The Immigration Lawyer» «Иммиграционный адвокат»      | Неизвестно        | Неизвестно     | 28 августа 2019  | 107         | 0,44                |
| 8 | 8          | «The Political Wife» «Политическая жена»               | Неизвестно        | Неизвестно     | 4 сентября 2019  | 108         | 0,51                |
| 9 | 9          | «The Rival» «Соперник»                                 | Неизвестно        | Неизвестно     | 11 сентября 2019 | 109         | 0,54                |
| 10 | 10         | «The Fixer» «Фиксаж»                                   | Неизвестно        | Неизвестно     | 18 сентября 2019 | 110         | 0,49                |

## Отзывы критиков
На сайте Metacritic сериал получил 54 балла из 100, основываясь на 7 отзывах.
На сайте Rotten Tomatoes 1-й сезон сериала получил 72 % свежести.